# Суручица
Filipendula ulmaria, у народу позната као суручица вишегодишња је биљка из фамилије ружа (Rosaceae), која расте у влажним долинама. Аутохтона је врста широм Европе и западне Азије. Успева и у Северној Америци.

## Опис
Стабло достиже висину од 1 до 2 m, усправно је и избраздано, црвенкасто и бордо. Листови су тамнозелене боје, са горње стране и беличасти са доње.
Суручица има нежне, тамнобеле цветове, густо збијене и неправилно распоређене, са јаким слаткастим мирисом. Цветање се одвија од раног лета до ране јесени и привлаче разне врсте инсеката, нарочито Musca мушица.
Суручица је вишегодишња биљка која расте до 70 cm висине. Цвасти су ситне и бројне, имају 5 латица и 7 до 20 стамена.

## Распрострањеност
Врло је честа врста на Британским острвима.

## Станиште
Заступљена је у влажним подручјима и доминира у долинама и влажним шумама.